# Calceolaria jujuyensis
Calceolaria jujuyensis är en toffelblomsväxtart som beskrevs av S.M. Botta. Calceolaria jujuyensis ingår i släktet toffelblommor, och familjen toffelblomsväxter. Inga underarter finns listade i Catalogue of Life.